# 1822년 알레포 지진
1822년 알레포 지진은 1822년 8월 13일 오스만 제국의 북부 지역(현 튀르키예 하타이주 및 시리아 북서부)에서 발생한 지진이다. 지진의 추정 규모는 표면파 규모 기준 Ms7.0이며, 최대진도는 유럽 광대역 진도 계급 기준 최대진도 IX를 기록했다. 또한 지진으로 쓰나미도 발생한 것으로 추정되어 진앙 인근 해안지역이 영향을 받았다. 여진은 2년간 이어졌으며, 1822년 9월 5일에 가장 큰 규모의 여진이 발생했다. 이 지진은 로도스섬, 키프로스, 가자를 포함한 중동 넓은 지역에 진동이 느껴졌다. 이 본진과 여진 전체로 발생한 총 사망자수는 보통 3만명에서 6만명 사이로 언급되지만 연구에 따르면 현실적으로 2만명 정도가 가장 높게 언급된다.

## 지질학적 배경
알레포는 아라비아판이 아프리카판에 비해 연간 약 5 mm씩 북쪽으로 이동하는 사해 변환단층과 관련된 단층대와 매우 붙어있다. 변환단층대의 북쪽 끄트머리 분절은 115년 안티오키아 지진, 859년 시리아 해안 지진, 1138년 알레포 지진, 1170년 시리아 지진 등 수 차례 대지진이 발생했다.

## 지진
1822년 지진은 8월 5일부터 시작된 일련의 전진부터 거슬러 올라간다. 마지막으로 일어난 큰 전진은 8월 13일 본진 30분 전에 일어났다. 본진은 40초동안 지속되었으며 강도는 세 차례에 걸쳐 강하게 흔들렸다. 처음 8분 동안 30여차례의 여진이 관측되었다. 여진은 거의 2년 반 동안 지속되었으며, 그 중 가장 큰 피해를 준 여진은 1855년 9월 5일에 일어났다. 본진의 흔들림은 매우 넓은 지역에서 유럽 광대역 진도 계급(EMS) 기준 VII 이상의 흔들림을 느꼈으며, 지스르앗슈구르와 쿠사이르에서는 최대 진도 IX를 느꼈다.
그리스의 지진학자인 니콜라오스 암브라지스는 이 지진과 관련된 쓰나미에 대한 직접적인 증거를 찾지 못했다. 하지만 한 연구에 따르면 레바논 해안, 알렉센드레타만, 키프로스 해안에 쓰나미가 관측되었다고 보고했다.
이 지진은 사해 변환단층의 일부인 마시프 단층에서 분기되는 140 km 길이의 성시메온 단층의 좌수향 주향이동단층형 운동으로 발생했다고 추정된다.

## 피해
지진으로 현대 튀르키예의 가지안테프에서 안타키아까지, 현대 시리아의 알레포에서부터 칸샤이쿤 사이 넓은 지역에 피해가 발생했다. 최북단의 피해 지역에서는 킬리스, 가지안테프, 아라플라르, 부르치, 케흐리즈, 사체 마을이 거의 완전히 파괴되었다. 그 남쪽에는 아르마나즈, 하렘, 다르쿠시, 지스르앗슈구르, 쿠사이르, 아리하, 이들리브, 마아렛누만도 비슷한 피해를 입었다.

## 영향
알레포의 지진 피해가 너무 심해 많은 사람들이 도시 밖으로 이주했고 구시가지 대부분은 정비되지 않은 채로 방치되었으며 일부 새로 지어진 집은 폐허가 된 성벽 밖에 목조를 틀로 잡아 건축했다. 성 해자는 손상된 건물의 잔해로 가득찼다. 이 지진으로 이전까지 시리아 지역 상업 중심지였던 알레포가 밀려나게 되었다.

## 같이 보기
- 레반트의 지진 목록
- 시리아의 지진 목록